# Substitució nucleòfila
Una substitució nucleòfila en química orgànica és un tipus de reacció de substitució en la que un nucleòfil, "ric en electrons", substitueix en una posició electròfila, "pobra en electrons", d'una molècula a un àtom o grup, anomenats grup sortint.
És un tipus de reacció fonamental en química orgànica, on la reacció es produeix sobre un carboni electròfil. Encara que aquestes reaccions poden també tenir lloc sobre compostos inorgànics covalents.
Si ignorem les càrregues formals, en química orgánica la reacció general de substitució nucleòfila consisteix en:
Nu: + R-L → R-Nu + L:
El nucleòfil Nu, mitjançant el seu parell d'electrons (:), substitueix en el substrat R-L, on R és l'ectròfil, el grup sortint L, el qual s'emporta un parell d'electrons. El nucleòfil pot ser una espècie química neutra o un anió, mentre que el substrat pot ser neutre o tenir una càrrega possitiva (catió).
Un exemple de substitució nucleòfila és la hidròlisi d'un bromur d'alquil, R-Br, sota condicions alcalines, on el nucleòfil és l'OH− i el grup sortint és el Br−.
R-Br + OH− → R-OH + Br−
Les reaccions de substitució nucleòfila poden categoritzar-se segons tinguin lloc sobre un carboni saturat o sobre un carboni aromàtic o insaturat.